# 17 Leonis Minoris
17 Leonis Minoris är en gulvit stjärna i Lilla lejonets stjärnbild.
17 Leonis Minoris har visuell magnitud +6,71 och kräver fältkikare för att kunna observeras. Den befinner sig på ett avstånd av ungefär 420 ljusår.